# Бурмистрова (деревня)
Бурмистрова — упразднённая деревня в Викуловском районе Тюменской области России. Входила в состав Балаганского сельского поселения.

## История
В «Списке населенных мест Российской империи» 1871 года издания (по сведениям 1868—1869 годов) населённый пункт упомянут как казённая деревня Ишимского округа Тобольской губернии, при реке Боровлянке, расположенная в 182 верстах от окружного центра города Ишим. В деревне насчитывалось 47 дворов и проживало 213 человек (93 мужчины и 120 женщин).
В 1926 году в деревне имелось 100 хозяйств и проживало 366 человек (170 мужчин и 196 женщин). В административном отношении являлась центром Заборского сельсовета Викуловского района Ишимского округа Уральской области.
Упразднена 7 мая 2015 года Законом Тюменской области в связи с прекращением существования.

## География
Урочище находится в восточной части Тюменской области, в таёжной зоне, в пределах юго-западной части Западно-Сибирской низменности, на берегах реки Боровлянки (приток Ишима), на расстоянии примерно 20 километров (по прямой) к юго-востоку от села Викулова, административного центра района. Абсолютная высота — 66 метров над уровнем моря.

## Население
| 1989 | 2002 | 2010 |
| ---- | ---- | ---- |
| 25   | ↘4   | ↘0   |